# Gran Premi de la Xina del 2018
El Gran Premi de la Xina de Fórmula 1 de 2018 fou la tercera carrera de la temporada 2018. Tingué lloc del 13 al 15 d'abril en el Circuit Internacional de Xangai, a Xangai.

## Entrenaments lliures

### Primers lliures
Resultats
| Pos.                 | Nº | Pilot             | Equip/Motor               | Millor temps | Diferència | Compost  | Voltes |
| -------------------- | -- | ----------------- | ------------------------- | ------------ | ---------- | -------- | ------ |
| 1                    | 5  | Sebastian Vettel  | Ferrari                   | 1:32.171     | 1:32.385   | 1:31.095 | 1      |
| 2                    | 7  | Kimi Räikkönen    | Ferrari                   | 1:32.474     | 1:32.286   | 1:31.182 | 2      |
| 3                    | 77 | Valtteri Bottas   | Mercedes                  | 1:32.921     | 1:32.063   | 1:31.625 | 3      |
| 4                    | 44 | Lewis Hamilton    | Mercedes                  | 1:33.283     | 1:31.914   | 1:31.675 | 4      |
| 5                    | 33 | Max Verstappen    | Red Bull Racing-TAG Heuer | 1:32.932     | 1:32.809   | 1:31.796 | 5      |
| 6                    | 3  | Daniel Ricciardo  | Red Bull Racing-TAG Heuer | 1:33.877     | 1:32.688   | 1:31.948 | 6      |
| 7                    | 27 | Nico Hülkenberg   | Renault                   | 1:33.545     | 1:32.494   | 1:32.532 | 7      |
| 8                    | 11 | Sergio Pérez      | Force India-Mercedes      | 1:33.464     | 1:32.931   | 1:32.758 | 8      |
| 9                    | 55 | Carlos Sainz Jr.  | Renault                   | 1:33.315     | 1:32.970   | 1:32.819 | 9      |
| 10                   | 8  | Romain Grosjean   | Haas-Ferrari              | 1:33.238     | 1:32.524   | 1:32.855 | 10     |
| 11                   | 20 | Kevin Magnussen   | Haas-Ferrari              | 1:33.359     | 1:32.986   |          | 11     |
| 12                   | 31 | Esteban Ocon      | Force India-Mercedes      | 1:33.585     | 1:33.057   |          | 12     |
| 13                   | 14 | Fernando Alonso   | McLaren-Renault           | 1:33.428     | 1:33.232   |          | 13     |
| 14                   | 2  | Stoffel Vandoorne | McLaren-Renault           | 1:33.824     | 1:33.505   |          | 14     |
| 15                   | 28 | Brendon Hartley   | Scuderia Toro Rosso-Honda | 1:34.013     | 1:33.795   |          | 15     |
| 16                   | 35 | Sergey Sirotkin   | Williams-Mercedes         | 1:34.062     |            |          | 16     |
| 17                   | 10 | Pierre Gasly      | Scuderia Toro Rosso-Honda | 1:34.101     |            |          | 17     |
| 18                   | 18 | Lance Stroll      | Williams-Mercedes         | 1:34.285     |            |          | 18     |
| 19                   | 16 | Charles Leclerc   | Sauber-Ferrari            | 1:34.454     |            |          | 19     |
| 20                   | 9  | Marcus Ericsson   | Sauber-Ferrari            | 1:34.914     |            |          | 201    |
| 107% temps: 1:38.622 |    |                   |                           |              |            |          |        |
| Font:                |    |                   |                           |              |            |          |        |

Notes
- ^1  – Marcus Ericsson fou penalitzat amb 5 llocs a la graella de sortida per ignorar les banderes grogues a la qualificació.

## Carrera
Resultats
| Pos.  | Nº | Pilot             | Equip-motor               | Voltes | Temps/Retirat  | Graella | Punts |
| ----- | -- | ----------------- | ------------------------- | ------ | -------------- | ------- | ----- |
| 1     | 3  | Daniel Ricciardo  | Red Bull Racing-TAG Heuer | 56     | 1:35:36.380    | 6       | 25    |
| 2     | 77 | Valtteri Bottas   | Mercedes                  | 56     | +8.894         | 3       | 18    |
| 3     | 7  | Kimi Räikkönen    | Ferrari                   | 56     | +9.637         | 2       | 15    |
| 4     | 44 | Lewis Hamilton    | Mercedes                  | 56     | +16.985        | 4       | 12    |
| 5     | 33 | Max Verstappen    | Red Bull Racing-TAG Heuer | 56     | +20.4361       | 5       | 10    |
| 6     | 27 | Nico Hülkenberg   | Renault                   | 56     | +21.052        | 7       | 8     |
| 7     | 14 | Fernando Alonso   | McLaren-Renault           | 56     | +30.639        | 13      | 6     |
| 8     | 5  | Sebastian Vettel  | Ferrari                   | 56     | +35.286        | 1       | 4     |
| 9     | 55 | Carlos Sainz Jr.  | Renault                   | 56     | +35.763        | 9       | 2     |
| 10    | 20 | Kevin Magnussen   | Haas-Ferrari              | 56     | +39.594        | 11      | 1     |
| 11    | 31 | Esteban Ocon      | Force India-Mercedes      | 56     | +44.050        | 12      |       |
| 12    | 11 | Sergio Pérez      | Force India-Mercedes      | 56     | +44.725        | 8       |       |
| 13    | 2  | Stoffel Vandoorne | McLaren-Renault           | 56     | +49.373        | 14      |       |
| 14    | 18 | Lance Stroll      | Williams-Mercedes         | 56     | +55.490        | 18      |       |
| 15    | 35 | Sergey Sirotkin   | Williams-Mercedes         | 56     | +58.241        | 16      |       |
| 16    | 9  | Marcus Ericsson   | Sauber-Ferrari            | 56     | +1:02.604      | 20      |       |
| 17    | 8  | Romain Grosjean   | Haas-Ferrari              | 56     | +1:05.296      | 10      |       |
| 18    | 10 | Pierre Gasly      | Scuderia Toro Rosso-Honda | 56     | +1:06.3302     | 17      |       |
| 19    | 16 | Charles Leclerc   | Sauber-Ferrari            | 56     | +1:22.575      | 19      |       |
| 203   | 28 | Brendon Hartley   | Scuderia Toro Rosso-Honda | 51     | Caixa de canvi | 15      |       |
| Font: |    |                   |                           |        |                |         |       |

Notes
- ^1  – Max Verstappen originalment va acabar en quart lloc, però va tenir deu segons afegits al seu temps de carrera per provocar una col·lisió evitable.
- ^2  – Pierre Gasly originalment va acabar en quinzè lloc, però va tenir deu segons afegits al seu temps de carrera per provocar una col·lisió evitable..
- ^3  – Brendon Hartley no va acabar la cursa però es dona per classificat al haver completat el 90% de la distància total de la cursa.